# Silene bupleuroides
Silene bupleuroides är en nejlikväxtart. Silene bupleuroides ingår i släktet glimmar, och familjen nejlikväxter.

## Underarter
Arten delas in i följande underarter:
- S. b. bupleuroides
- S. b. ganiatsasiana
- S. b. ramosa
- S. b. solenocalyx
- S. b. staticifolia

## Bildgalleri

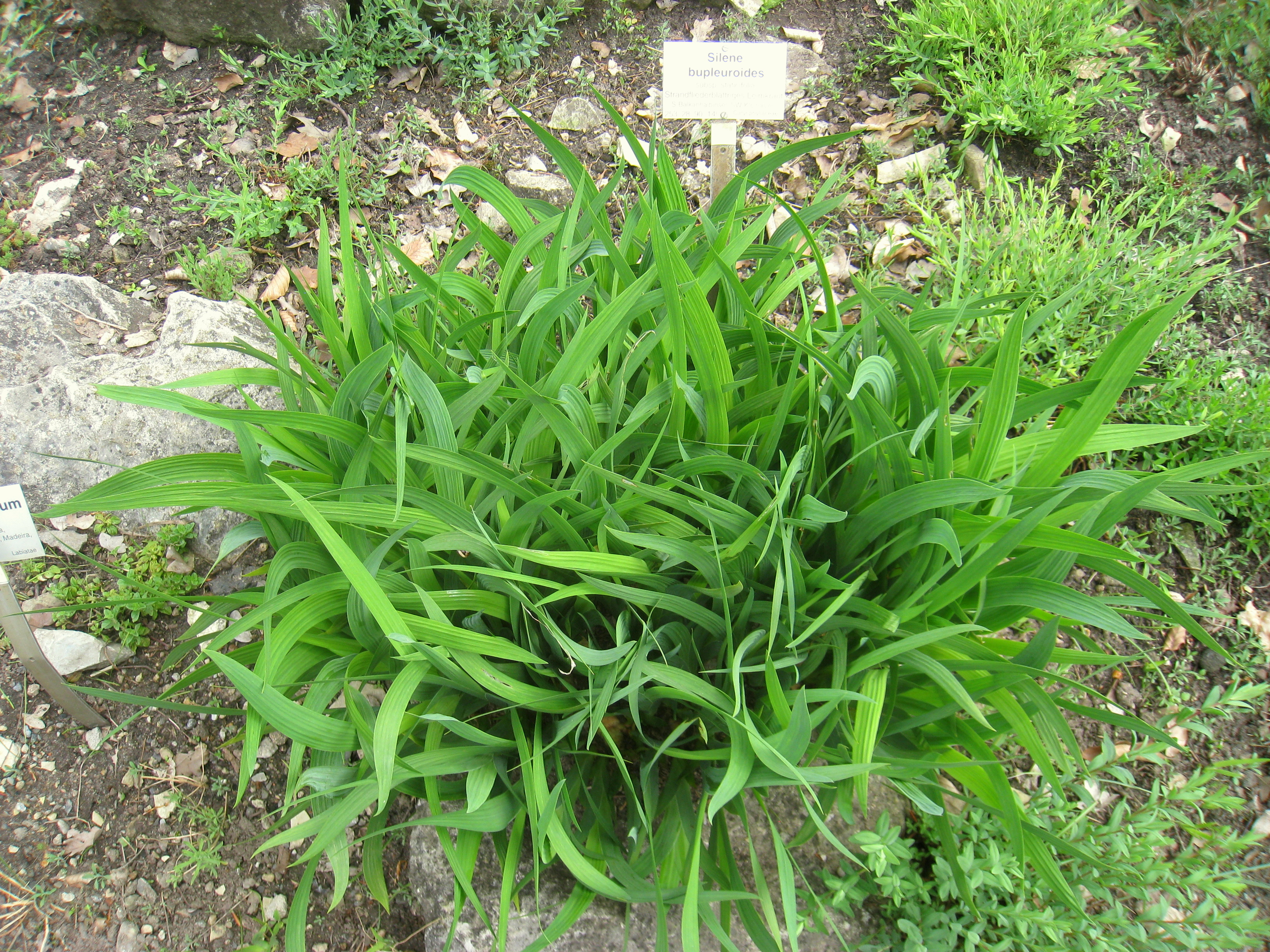